# تايوو أيونيي
تايوو مايكل أيونيي (بالإنجليزية: Taiwo Michael Awoniyi)‏ لاعب كرة قدم نيجيري في مركز مهاجم، ويلعب حاليًا لنادي نوتينغهام فورست الإنجليزي.

## روابط خارجية
- تايوو أيونيي على موقع الاتحاد الدولي (مؤرشف)  (الإنجليزية)
- تايوو أيونيي على موقع الاتحاد الأوربي (الإنجليزية)
- تايوو أيونيي على موقع قاعدة بيانات كرة القدم.إي يو (الإنجليزية)
- تايوو أيونيي على موقع ناشيونال فوتبول تيمز (الإنجليزية)
- تايوو أيونيي على موقع Soccerbase.com (لاعب) (الإنجليزية)
- تايوو أيونيي على موقع Soccerway.com (الإنجليزية)
- تايوو أيونيي على موقع عالم كرة القدم.نت (الإنجليزية)
- تايوو أيونيي على موقع أوليمبيديا (الإنجليزية)